# Lindsay Lee-Waters
Lindsay Lee (née le 28 juin 1977 à Oklahoma City) est une joueuse de tennis américaine, professionnelle de 1994 à 2017. Elle est aussi connue sous son nom d'épouse, Lindsay Lee-Waters, à la suite de son mariage en 2000 avec son entraîneur Heath Waters.
Elle réalise la meilleure saison de sa carrière en 1995, qu'elle conclut au 47e rang mondial. En Grand Chelem, elle s'est illustrée plus particulièrement à l'Open d'Australie où elle a atteint trois fois le 2e tour (1997, 2004 et 2005).
Lindsay Lee-Waters fait partie des rares joueuses qui ont repris le chemin du circuit WTA après avoir donné naissance à un enfant.

## Parcours en Grand Chelem

### En simple dames
| Année | Open d'Australie | Open d'Australie | Internationaux de France | Internationaux de France | Wimbledon       | Wimbledon       | US Open         | US Open         |
| ----- | ---------------- | ---------------- | ------------------------ | ------------------------ | --------------- | --------------- | --------------- | --------------- |
| 1995  | —                | —                | —                        | —                        | 2e tour (1/32)  | Natasha Zvereva | 2e tour (1/32)  | Brenda Schultz  |
| 1996  | 1er tour (1/64)  | Laxmi Poruri     | 1er tour (1/64)          | Julie Halard             | —               | —               | 1er tour (1/64) | Nanne Dahlman   |
| 1997  | 2e tour (1/32)   | Magüi Serna      | —                        | —                        | —               | —               | 1er tour (1/64) | Wiltrud Probst  |
| 2003  | 1er tour (1/64)  | Lisa Raymond     | 1er tour (1/64)          | M. Weingärtner           | 1er tour (1/64) | E. Likhovtseva  | —               | —               |
| 2004  | 2e tour (1/32)   | Maria Sharapova  | 1er tour (1/64)          | María Vento              | 1er tour (1/64) | Jane O'Donoghue | 2e tour (1/32)  | Serena Williams |
| 2005  | 2e tour (1/32)   | Maria Sharapova  | —                        | —                        | —               | —               | 1er tour (1/64) | Ana Ivanović    |

N.B. : à droite du résultat se trouve le nom de l'ultime adversaire.

### En double dames
| Année | Open d'Australie             | Open d'Australie        | Internationaux de France     | Internationaux de France | Wimbledon                     | Wimbledon                 | US Open                       | US Open                     |
| ----- | ---------------------------- | ----------------------- | ---------------------------- | ------------------------ | ----------------------------- | ------------------------- | ----------------------------- | --------------------------- |
| 1995  | —                            | —                       | —                            | —                        | —                             | —                         | 1er tour (1/32) Janet Lee     | A. Fusai K. Guse            |
| 1996  | —                            | —                       | 1er tour (1/32) C. Schneider | Nanne Dahlman Clare Wood | —                             | —                         | 2e tour (1/16) Janet Lee      | Nicole Arendt M. Bollegraf  |
| 1997  | —                            | —                       | —                            | —                        | —                             | —                         | 1er tour (1/32) Janet Lee     | L. Montalvo L. Pleming      |
| 1998  | 2e tour (1/16) Janet Lee     | S. Appelmans M. Oremans | 1er tour (1/32) S. De Beer   | F. Labat D. Monami       | 1er tour (1/32) S. De Beer    | M. Hingis Jana Novotná    | 1er tour (1/32) Maureen Drake | A. Fusai N. Tauziat         |
| 1999  | 1er tour (1/32) Pavlina Nola | Likhovtseva Ai Sugiyama | —                            | —                        | —                             | —                         | 1er tour (1/32) Vanessa Webb  | V. Ruano Paola Suárez       |
| 2004  | —                            | —                       | —                            | —                        | —                             | —                         | 1er tour (1/32) J. Kirkland   | J. Husárová C. Martínez     |
| 2005  | —                            | —                       | 1er tour (1/32) Lisa McShea  | S. Asagoe K. Srebotnik   | —                             | —                         | 1er tour (1/32) A. Harkleroad | A.-L. Grönefeld Navrátilová |
| 2006  | —                            | —                       | —                            | —                        | —                             | —                         | 1er tour (1/32) J. Kirkland   | J. Husárová Likhovtseva     |
| 2011  | —                            | —                       | —                            | —                        | 1er tour (1/32) Megan Moulton | M. Erakovic T. Tanasugarn | —                             | —                           |
| 2012  | —                            | —                       | —                            | —                        | 1er tour (1/32) Megan Moulton | L. Domínguez Carla Suárez | 1er tour (1/32) Megan Moulton | S. Williams V. Williams     |

N.B. : le nom de la partenaire se trouve sous le résultat ; le nom des ultimes adversaires se trouve à droite.

## Parcours en «Premier Mandatory» et «Premier 5»
Découlant d'une réforme du circuit WTA inaugurée en 2009, les tournois WTA « Premier Mandatory » et « Premier 5 » constituent les catégories d'épreuves les plus prestigieuses, après les quatre levées du Grand Chelem.

## Classements WTA en fin de saison
| Année          | 1994 | 1995 | 1996 | 1997 | 1998 | 1999 | 2000 | 2001 | 2002 | 2003 | 2004 | 2005 | 2006 | 2007 | 2008 | 2009 | 2010 | 2011 | 2012 | 2013 |
| Rang en simple | 303  | 47   | 107  | 134  | 185  | 336  | 261  | 533  | 121  | 136  | 82   | 136  | 612  | 455  | 324  | 192  | 186  | 376  | —    | —    |
| Rang en double | 496  | 234  | 148  | 112  | 88   | 114  | 265  | 708  | 234  | 300  | 149  | 155  | -    | 220  | 241  | 153  | 140  | 116  | 89   | 349  |

Source : (en) Classements de Lindsay Lee-Waters sur le site officiel de la Fédération internationale de tennis